# Dean & Britta
Dean & Britta je hudební duo, které tvoří zpěvák a kytarista Dean Wareham s jeho manželkou Brittou Phillips. Dvojice dříve působila ve skupině Luna, která se rozpadla v roce 2005; duo však vzniklo již o dva roky dříve a právě roku 2003 vydalo své první album nazvané L'Avventura. Jeho producentem byl Tony Visconti a vydalo jej hudební vydavatelství Jetset Records. Druhou studiovou nahrávku, album Back Numbers z roku 2007, opět produkoval Visconti, tentokrát však vyšlo u vydavatelství Rounder Records. Roku 2000 duo vydalo album 13 Most Beautiful: Songs for Andy Warhol's Screen Tests inspirované screentesty režiséra a výtvarníka Andyho Warhola; vedle dalších písní se zde nachází například coververze skladby „Not a Young Man Anymore“ od skupiny The Velvet Underground.

## Diskografie
- L'Avventura (2003)
- Back Numbers (2007)
- 13 Most Beautiful: Songs for Andy Warhol's Screen Tests (2010)